# Szabó Antal (újságíró)
Zempléni Szabó Antal (Szerep, 1842. november 5. (keresztelés) – Vác, 1910. május 25.) újságíró, műfordító, belügyminisztériumi osztálytanácsos.

## Élete
1879-től a belügyminisztériumban dolgozott osztálytanácsosi címmel mint miniszteri titkár. 1906. március 17-én este kilenc óra körül, amikor a Margit híd mellett Csiky László utászhadnagy a robogó villamos kocsira akart felugrani, odakiáltott neki, hogy hadnagy létére tudnia kellene, hogy mozgásban lévő villamosra nem szabad felugrani. A rendreutasítást követően heves szóváltásba kezdtek, mire Csiky felhevülésében kardot rántott, Szabó feje felé csapást mért, amelyet az a kezével felfogott. A csapás ujjait érte oly erővel, hogy a hüvelyk- és mutatóujj ízületét átvágta. A sebesülthöz a mentőket hívták, akik a sebet bekötözték és a miniszteri osztálytanácsost Zsigmond utca 55. számú lakására szállították. Hosszabb ideig hírlapíróként is dolgozott.
1863-ban a Fővárosi Lapok munkatársa volt; az 1860-as évek vége felé a Debreceni Lapokat szerkesztette; 1870-74-ig szerkesztőtársa volt az Oláh Károly felelős szerkesztése mellett kiadott Debreczen c. balközépi lapnak, 1874-78-ig pedig felelős szerkesztője a Debreczeni Ellenőrnek. 1884-től rendes belső munkatársként dolgozott a Boncza Miklós-féle Magyar Közigazgatás című szaklap szerkesztőségében. Hosszú időn át volt munkatársa A Hon, az Ellenőr és a Nemzet napilapoknak. 1873-74-ben a Pester Lloyd tudósítójaként működött a Rózsa Sándor-per tárgyalásai alkalmával és mint külső munkatárs évekig dolgozott a lapba.
Elhunyt 1910. május 25-én délelőtt 1/2 10 órakor, örök nyugalomra helyezték 1910. május 26-án délután a református egyház szertartása szerint a váci református sírkertben.

## Családja
Szülei Szabó József tanító, rektor és Komáromy Erzsébet; édesanyja 1905. január 16-án a Császárfürdőben meghalt.  Neje Pákozdy Mária volt, akivel 1892. január 16-án kötött házasságot a Budapest-Kálvin téri református templomban. Fia Szabó József pornázi szolgabíró, 1902 februárjában revolverrel agyonlőtte magát Pomázon.

## Munkái
- A bankjegyek. Pest, 1862. (és Budapest, 1885. Ifjúság Könyvtára 4.) (Franz Hoffmann utáni fordítás.)
- Egy levél a szentírásból. Pest, 1862. (Franz Hoffmann utáni fordítás.)
- A két hű barát. Pest, 1862. (Franz Hoffmann utáni fordítás.)
- A megtért. Pest, 1862. (Franz Hoffmann utáni fordítás.)
- A jó tett is meghozza kamatjait. Pest, 1862. (Franz Hoffmann utáni fordítás.)
- Ki mint vet, úgy arat. Pest, 1862. (Franz Hoffmann utáni fordítás.)
- Szegény és gazdag. Pest, 1863. (Franz Hoffmann utáni fordítás.)
- Robinson gyarmata. Az ifj. Robinson folytatása. Irta Hildebrandt C. Ford., 6 képpel. Pest, 1863.
- Képes budapesti Szakácskönyv. Pest, 1864. (Zemplényi Szabó Antonia álnévvel. Azóta két kiadásban negyvenötezer példányban forog közkézen.)
- Boldogságtan az ember testi életére nézve. Életrendi vezető az életen keresztül. Irta Hartmann Károly F., ford. Pest, 1864.
- Stephenson György, a vasutak és gőzmozdonyok embere. Életkép az ifjúság számára. Horn W. O. után ford. Pest, 1864.
- A kedély hatalmáról, miszerint a puszta feltett szándék által uralkodhatni a káros érzelmeken. Immanuel Kant után ford. Pest, 1864.
- Hauff Vilmos regéi. Mulattató és tanulságos olvasmányok. Németből ford. Pest, 1865. Hat kőnyomatú képpel. Két rész egy kötetben.
- Gyermekszinház. Pest, 1865. (és Budapest, 1885. Ifjúság Könyvtára 7.)
- Sue Jenő, A bolygó zsidó. Regény, ford. Szabó Antal és Pleskott Henrik. Pest, 1870-71. Tizenhat kötet.
- Születés és vagyon. Luise Mühlbach után ford. Debreczen, 1870.
- Apácza és kegyencznő. Regény a bécsi életből. Karl Haffner után ford. Pest, 1871.
- Egy nemes ember leánya. Svéd regény. Marie Sophie Schwartz után ford. Pest, 1873. Két kötet.
- Gyermekek mulatsága. Mulattató olvasmány kis gyermekek számára. Versekkel és 6 szinezett olajnyom. képpel. Budapest, év n.
- Gyermekek öröme. Tanulságos és mulattató könyvecske. Versekkel és 6 képpel. Budapest, év n.
- Tiszteljed atyádat és anyádat. Elbeszélés az ifjúság számára. Franz Hoffmann után ford. 4 képpel. Budapest, 1885. (Ifjúság Könyvtára 3.)
- Ki mint vet úgy arat. Elbeszélés az ifjúság számára, négy aczélm. Franz Hoffmann után ford. Budapest, 1903.

Életrajzírója szerint "140 különféle tankönyv, szaktanulmány és füzet került tőle a könyvpiaczra."